# Saint-Lambert-sur-Dive
Saint-Lambert-sur-Dive is een gemeente in het Franse departement Orne (regio Normandië) en telt 152 inwoners (2004). De plaats maakt deel uit van het arrondissement Argentan.

## Geografie
De oppervlakte van Saint-Lambert-sur-Dive bedraagt 7,5 km², de bevolkingsdichtheid is 20,3 inwoners per km².
De onderstaande kaart toont de ligging van Saint-Lambert-sur-Dive met de belangrijkste infrastructuur en aangrenzende gemeenten.

## Demografie
Onderstaande figuur toont het verloop van het inwonertal (bron: INSEE-tellingen).
1. ↑  Populations de référence 2022.